# جورج ماير (مهندس)
جورج ماير  (و. 1834 – 1905 م) هو مهندس، وأستاذ جامعي ألماني، ولد في آينبك، توفي عن عمر يناهز 71 عاماً.